# Risa Mizuno
Pour les articles homonymes, voir Mizuno (homonymie).
Risa Mizuno (水野 理紗, Mizuno Risa) est une actrice japonaise née le 3 novembre 1978 à Kanagawa, au Japon.

## Rôles
Acteur principal
- 2008 : Gunslinger Girl : Il Teatrino : Claes
- 2007 : Shion no Ou : Saori Nikaidou
- 2006 : Le Chevalier d'Éon : Lia de Beaumont
- 2004 : La Tour au-delà des nuages : Maki Kasahara

Acteur secondaire
- 2014 : Akame ga Kill : Najenda

- 2008 : Druaga No To : Ethana
- 2008 : Vampire Knight : Seiren

Guest star
- 2007 : D. Gray-Man : voix de Jamie Dark (épisode 1.55, Sakebi)
- 2007 : D. Gray-Man : voix de Fan (épisode 1.53, Togaochi)
- 2007 : D. Gray-Man : voix de Fan (épisode 1.52, Raishuu)
- 2004 : Kurau : Phantom Memory : Midori Nonaka (épisode 1.12, Ima koko ni iru)